# Мієломна хвороба
Мієломна хвороба, або множинна мієлома, застаріле — хвороба Рустицького-Калера, плазмоцитома, плазмоклітинна мієлома (від дав.-гр. μυελός — кістковий мозок та -ωμα — закінчення у назвах пухлин, від ὄγκωμα — пухлина) — захворювання, що характеризується пухлинним розростанням плазматичних клітин кісткового мозку. Одним з першовідкривачів хвороби був український хірург Йосип Олександрович Рустицький, часто раніше хворобу називали захворюванням Рустицького-Калера.
Захворювання тривалий час може не викликати скарг, супроводжуючись упродовж років лише підвищеним ШОЕ. Надалі можуть з'явитися скарги на загальну слабкість, схуднення, біль у кістках. Рентгенологічно виявляють обмежені ділянки розрідження кісткової тканини, особливо у плоских кістках — черепі, груднині, ребрах та кістках таза, деяких змішаних кістках — хребцях. У пізнішій стадії ураження кісток може ускладнитися переломами ребер, хребта. У всіх хворих в міру прогресування хвороби розвивається анемія, причому прямої залежності між її ступенем та величиною кісткових уражень немає. Можлива лейкопенія.
У сироватці крові збільшений вміст загального білка до 100—120 г/л внаслідок появи крупнодисперсного парапротеїну, який виробляється плазматичними клітинами. Цей білок може виділятися із сечею (білок Бенс-Джонса).
Серйозне ускладнення хвороби — ураження нирок (мієломна нирка, амілоїдоз).

## Лікування
Для лікування застосовують цитостатичні засоби, променеву терапію, кортикостероїдні препарати, анаболічні стероїди, ортопедичні заходи. Хірургічне лікування застосовується зрідка, тільки під час ремісії.

### Генотерапія
У 2022 році регулятори схвалили кілька клітинних і генних терапій, серед яких Carvykti та Abecma для множинної мієломи.